# The Stargazers (Vokalensemble)
The Stargazers waren in den 1950er Jahren mit acht Top-20-Hits (1953 bis 1955) eine der beliebtesten und kommerziell erfolgreichsten britischen Gesangscombos. Drei ihrer Singles wurden Nummer-eins-Hits.

## Bandgeschichte

### Gründung und erste Erfolge
Cliff Adams und Dick James gründeten die Combo 1949. Die Originalbesetzung bestand aus Adams, James, Marie Benson, Fred Datchler und Ronnie Milne (Dave Carey ersetzte Milne 1953). Sie traten im britischen Hörfunk auf, was ihnen einige Aufmerksamkeit brachte. Gegen Ende 1949 machten die Stargazers ihre ersten Schallplattenaufnahmen. Sie waren ein gefragter Hintergrundchor bei verschiedenen Plattenlabels wie Decca, HMV, Columbia oder Polygon Records. Stars, auf deren Platten die Stargazers zu hören sind, waren Künstler wie Steve Conway, Benny Lee, Petula Clark, Dennis Lotis oder Jimmy Young. Ab 1952 hatten sie eine eigene Radioshow bei Radio Luxemburg (die 1957 zur BBC wechselte).

### Der erste Nummer-eins-Hit
Die Musik der Stargazers ist typisch für die erste Hälfte der 1950er Jahre; Easy Listening, dazu ein paar so genannte „Novelty“-Songs, also Lieder, die einen guten Schuss Humor hatten und etwas brachten, das es vorher so noch nicht gegeben hatte. Unter ihrem Bandnamen nahmen sie Songs wie „Me and My Imagination“, „Red Silken Stockings“, „A-Round the Corner“ oder „Sugarbush“ auf. 
Unter den meist US-amerikanischen Songs, die sie coverten war auch „Broken Wings“, ein Lied von John Jerome und Bernard Grun, das Art and Dotty Todd in den USA aufgenommen hatten. Den Briten gefiel aber die Version ihrer „eigenen“ Band besser: „Broken Wings“ wurde der erste Stargazers-Hit – und, am 10. April 1953, ihre erste Nummer eins in den britischen Charts, die es damals nicht einmal ein halbes Jahr lang gab.

### Weitere Erfolge
Nur elf Monate später, am 12. März 1954, waren sie wieder ganz oben – und wurden damit die erste britische Band, die in ihrem Heimatland ihre ersten beiden Hits auf die Top-Position hieven konnte. Der Song war Meredith Wilsons „I See the Moon“. 
Manche Hitparadenexperten gönnen den Stargazers sogar noch einen dritten Nummer-eins-Hit: Am 7. Januar 1955 kam „Finger of Suspicion“ auf die Top-Position. Die meisten Listen geben als Künstler Dickie Valentine an – andere aber nennen auch die Backgroundcombo: Dickie Valentine & the Stargazers.
Ein weiterer Stargazers-Hit in Großbritannien war eine Version des deutschen Fahrtenliedes „Mein Vater war ein Wandersmann“ („The Happy Wanderer“, Platz 12), die aber gegen eine deutsch gesungene Version des Obernkirchen Children's Choir (Platz 2) nicht ankam.
Die Leser des New Musical Express wählten die Stargazers fünf Jahre in Folge zur „populärsten Gesangsgruppe“.

### Auflösung und danach
1955 verließ Marie Benson die Combo, um Solokünstlerin bei Philips Records zu werden; Eula Parker – wie Benson aus Australien – ersetzte sie. Parker musste wenig später für June Marlow weichen. Bob Brown war für Dick James gekommen, der unter seinem eigenen Namen 1956 und 1957 zwei Hits in die britischen Charts brachte („Robin Hood“, #14, und „Garden of Eden“, #18). Später wurde James ein erfolgreicher Unternehmer – er gründete einen Musikverlag (DJM = Dick James Music) und eine gleichnamige Plattenfirma, die die ersten Hits von Elton John veröffentlichte. 
Fred Datchler ging zu den Polka Dots. (Sein Sohn Clark gehörte in den 1980er Jahren zur Popband Johnny Hates Jazz.) Cliff Adams ging ganz zum Hörfunk und gründete die Cliff Adams Singers, mit denen er recht erfolgreich blieb.

## Diskografie

### Singles
| Jahr | Titel Album             | Höchstplatzierung, Gesamtwochen, AuszeichnungChartsChartplatzierungen (Jahr, Titel, Album, Platzierungen, Wochen, Auszeichnungen, Anmerkungen) | Anmerkungen                       |
| Jahr | Titel Album             | UK | Anmerkungen                       |
| ---- | ----------------------- | --- | --------------------------------- |
| 1953 | Broken Wings            | UK1 (12 Wo.)UK |                                   |
| 1954 | I See the Moon          | UK1 (15 Wo.)UK |                                   |
| 1954 | The Happy Wanderer      | UK12 (1 Wo.)UK |                                   |
| 1954 | The Finger of Suspicion | UK1 (15 Wo.)UK | Dickie Valentine & the Stargazers |
| 1955 | Somebody                | UK20 (1 Wo.)UK |                                   |
| 1955 | The Crazy Otto Rag      | UK18 (3 Wo.)UK |                                   |
| 1955 | Close the Door          | UK6 (9 Wo.)UK |                                   |
| 1955 | Twenty Tiny Fingers     | UK4 (11 Wo.)UK |                                   |
| 1956 | Hot Diggity             | UK28 (1 Wo.)UK |                                   |